# Isola Chitryj
L'isola Chitryj (in russo Остров Хитрый, ostrov Chitryj, in italiano "isola perfida") è un'isola russa che fa parte dell'arcipelago di Severnaja Zemlja ed è bagnata dal mare di Kara.
Amministrativamente fa parte del distretto di Tajmyr del Territorio di Krasnojarsk, nel Distretto Federale Siberiano.

## Geografia
L'isola è situata 8,5 km a sud della costa sud-orientale dell'isola della Rivoluzione d'Ottobre e a sud-est del capo di Sverdlov (мыс Свердлова, mys Sverdlova).
Ha una forma irregolare curva e allungata in direzione est-ovest, con una lunghezza massima di 800 m e una larghezza che va dai 50 m ai 200 m. L'altezza massima è di 10 m s.l.m. e nei pressi si trova un punto di triangolazione geodetica. L'isola è libera dal ghiaccio. La profondità del mare raggiunge i 100 m già dopo 1 km dalle sue coste.

## Isole adiacenti
- Isola di Sverdlov (остров Свердлова, ostrov Sverdlova), a nord-ovest.
- Isola Nezametnyj (остров Незаметный, ostrov Nezametnyj), a nord.
- Isola Chlebnyj (остров Хлебный, ostrov Chlebnyj), a nord-est.
- Isola Korga (остров Корга, ostrov Korga), 4 km a sud.